# Eva Illouz
Eva Illouz (en hebreo: אווה אילוז; Fez, 30 de abril de 1961) es una socióloga y escritora franco-israelí. Su orientación es marxista, y se especializa en historia de la vida emocional, teoría crítica aplicada al arte y a la cultura popular, el significado moral de la Modernidad y el impacto del capitalismo sobre la esfera cultural. Es profesora de sociología y antropología en la Universidad Hebrea de Jerusalén. Sus obras se han traducido a más de 10 idiomas.

## Biografía
Eva Illouz nació en Fez (Marruecos), a los 10 años de edad se trasladó a Francia.

Obtuvo el título de grado en sociología, comunicación y literatura en París; obtuvo un posgrado (Master of Arts-MA]] en literatura en la Universidad de París X Nanterre, una maestría en Comunicación en la Universidad Hebrea de Jerusalén, y el título de doctor (PhD) en Comunicación y estudios culturales en la Annenberg School for Communication de la Universidad de Pensilvania en 1991. Su mentor fue el profesor Larry Gross, actualmente[¿cuándo?] director de la Annenberg School for Communication de la Universidad del Sur de California - (USC). Illouz ha sido profesora visitante en la Universidad de Northwestern, la Universidad de Princeton y la Escuela de Estudios Superiores en Ciencias Sociales de París (École des hautes études en sciences sociales). 
Eva Illouz es miembro, desde 2009, del Instituto de Estudios Avanzados de Berlín (Wissenschaftskolleg zu Berlin). En 2006, Illouz se incorporó al Centro para el Estudio de la Racionalidad (Center for the Study of Rationality) creado en 1991 inspirándose en los trabajos del Premio Nobel de Economía de 2005 Robert John Aumann y Menahem Yaari y por entonces dirigido por el profesor Edna Ullman-Margalit de la Universidad Hebrea de Jerusalén.

## Investigaciones
La investigación desarrollada por Illouz después de sus tesis se centra en una serie de temas en los que une el estudio de las emociones, la teoría crítica aplicada a la cultura y el arte así como la comunicación, el significado moral de la Modernidad, el impacto del capitalismo sobre la esfera cultural, investigaciones inscritas en los denominados estudios culturales y sociología de la cultura desde la perspectiva de la teoría crítica de la Escuela de Fráncfort. Cinco temas dominan su obra:

### Las formas en que el capitalismo ha transformado las pautas emocionales
Uno de los temas dominantes es la forma en que el capitalismo ha transformado las pautas emocionales, tanto en los campos Consumo (con el desarrollo del consumismo) como de la producción, costes y precios (marketing, mercadotecnia y publicidad).

### El consumo de la utopía romántica
En su primer libro El consumo de la utopía romántica dirige su análisis y crítica a un doble proceso: la mercantilización del romance (mercantilización de la seducción en la pareja y el amor romántico) y la idealización de las mercancías (Seducción publicitaria); es lo que Illouz denomina capitalismo emocional. Muestra, a través de las imágenes publicitarias de las revistas femeninas de los años 1930 y las películas de ese período (cuando en Estados Unidos se inicia un cambio social con el desarrollo y la potenciación del consumismo), que la publicidad y la cultura cinematográfica presenta las mercancías y los productos como un vector de las experiencias emocionales y, en particular para la experiencia del romance (amor romántico). Productos básicos de muchos tipos de jabones, refrigeradores, paquetes de vacaciones, relojes, diamantes, cereales, cosméticos, y muchos otros, se presentaron como experiencias del amor y el romance. El segundo proceso fue el de la mercantilización de romance, que es el proceso mediante el que, en el siglo XIX, cuando se quedaba con una mujer se iba a su casa, es sustituido en los mismos años de 1930 por las citas y las salidas a lugares donde las industrias del ocio están instaladas. El encuentro romántico se traslada de la casa a la esfera del ocio de los consumidores de modo que la búsqueda del amor romántico se convirtió en un vector para el consumo de productos de ocio fabricado por industrias específicas.

### Intimidades congeladasyLa salvación del alma moderna
En sus libros Intimidades congeladas (Cold Intimacies, 2007) y La salvación del alma moderna (Saving the Modern Soul, 2008) Illouz examina cómo las emociones aparecen en el ámbito de la producción económica. En la sociedad estadounidense, desde la década de 1920 en adelante las emociones se convirtieron en un objeto de conocimiento y construcción del lenguaje publicitario y en general de todas las técnicas de eficiencia económica. Los psicólogos fueron contratados por empresas estadounidenses para ayudar a aumentar la productividad y gestionar mejor la fuerza de trabajo. Los psicólogos establecieron puentes entre lo emocional y lo económico creando una forma radicalmente nueva de concebir el proceso de producción.
Así, ya sea en el ámbito de la producción o del consumo, las emociones se han movilizado al gusto de las fuerzas económicas convirtiendo la emoción, la producción y el consumo en algo inseparable.

### El papel de la psicología en la conformación de la identidad moderna
Illouz argumenta que la psicología y en concreto la psicoterapia es absolutamente central en la constitución de la identidad moderna y la vida emocional moderna concretándose en una psicología clínica popular: desde la década de 1920 a la década de 1960 los psicólogos clínicos se convirtieron en un grupo social extraordinariamente dominante, ya que se introdujeron en el ejército, las empresas , la escuela, el Estado, los servicios sociales, los medios de comunicación, crianza de los hijos, la sexualidad, el matrimonio, el cuidado pastoral de la Iglesia. En todos estos campos la psicología se estableció como la máxima autoridad en materia de sufrimiento humano, ofreciendo técnicas para transformar y superar esta dificultad. La intromisión de la psicología en la economía hace que se hable de la preponderancia de las personas con "inteligencia emocional" y de la necesidad de una "alfabetización emocional". Para la psicología y para el mercado hay que enseñar a sentir lo que debe sentirse y si no se logra es por una incapacidad que denota una enfermedad.
En el siglo XX los psicólogos de todas las tendencias han cargado la vida humana de una necesidad de narración (contar la vida como evolución y progreso con sentido) para la que han magnificado el auto-desarrollo, la autoayuda. La persuasión psicológica ha transformado lo que fue clasificado como un problema moral en una enfermedad y por lo tanto puede ser entendido como parte integrante del fenómeno más amplio de la medicalización de la vida social.
Tanto el amor como la salud psicológica constituyen utopías de felicidad para el ser moderno, que están mediadas por el consumo y que constituyen horizontes a los que aspira el yo moderno. En ese sentido, hay un gran tema de carácter general en la obra de Eva Illouz que se podría denominar: utopía de la felicidad y su interacción con la utopía de consumo.

### La transformación de la arquitectura o la ecología de la elección
Illouz ha desarrollado investigaciones sobre este tema; especialmente desde 2006, fecha en la que se hizo miembro del Centro para el Estudio de la Racionalidad de la Universidad Hebrea de Jerusalén.
Illouz mantiene que los sociólogos, economistas e incluso los psicólogos tienden a asignar un tipo de propiedad fija e invariable de la mente, en la que los individuos conocen cuáles son sus preferencias y eligen sobre la base de esas preferencias. Illouz sostiene que en la modernidad toda la ecología o la arquitectura de la elección -por lo menos la elección de un compañero- ha cambiado profundamente. La "Ecología de la elección" tiene que ver con las formas en que la gente entiende lo que ellos consideran sus preferencias, la relación entre emoción y racionalidad, y la propia capacidad de diferenciar y priorizar entre las denominadas preferencias emocionales y racionales.

### Distribución desigual del desarrollo emocional y la felicidad emocional
Una dimensión de trabajo de Illouz se ha de entender como la intersección de la clase social y la emoción de dos maneras: 
- ¿cómo se conforman las prácticas emocionales?; ¿Existen formas emocionales que podemos asociar con la dominación social?
- Si las emociones son respuestas estratégicas a las situaciones, es decir, si nos ayudan a hacer frente a situaciones y les dan forma, ¿entonces las clases medias y media alta tienen una clara ventaja sobre la clase baja y el lumpemproletariado (los pobres y los indigentes) en el reino emocional? ¿Cómo establecer esta ventaja? y ¿cuál es su naturaleza?.[8]

## Metateoría: desarrollo humano y crítica social
Por último, el quinto de los grandes asuntos que trata Illouz es metateórico es el de desarrollo humano y la crítica social tradicional.
La crítica de la cultura tradicional se ha basado en dos proposiciones cardinales: que la cultura debe trascender el ámbito de las prácticas ordinarias, y que debería hacerlo infundiendo en nosotros hábitos y puntos de vista encaminados a una "buena sociedad" (ya sea una buena sociedad definida por una mayor igualdad y libertad, o por más religión y tradición).
Illouz rechaza dicho análisis de la cultura al advertir las numerosas maneras en las que se la cultura emancipa o reprime, ofrece lo mejor y lo peor, se ajusta o no se ajusta a un buen modelo de desarrollo humano o de buena polis. Illouz propone el concepto de "crítica inmanente", que permite que la crítica surja de la autocomprensión de los actores. Las prácticas culturales deben ser evaluados y criticadas internamente, de acuerdo con los valores que contienen.

## Publicaciones de Eva Illouz

### En inglés y hebreo
- 1997. Consuming the Romantic Utopia: Love and the Cultural Contradictions of Capitalism. University of California Press. (371 pp.).
- 2002. The Culture of Capitalism (en hebreo). Israel University Broadcast (110 pp.).
- 2003. Oprah Winfrey and the Glamour of Misery: An Essay on Popular Culture. Columbia University Press (300 pp.)
- 2007. Cold Intimacies: The Making of Emotional Capitalism, Polity Press, Londres.
- 2008, Saving the Modern Soul: Therapy, Emotions, and the Culture of Self-Help, the University of California Press.
- 2012, Why Love Hurts: A Sociological Explanation, Polity, ISBN 978-0-7456-6152-0
- 2019, The end of love. A sociology of negative emotions, OUP USA, ISBN 978-0-1909-1463-9

### En español
- 2007 - Intimidades congeladas (Cold Intimacies, 2007), Buenos Aires/Madrid, Katz editores, 2007, ISBN 978-84-96859-17-3, Ficha en Katz editores
- 2009 - El consumo de la utopía romántica (Consuming the Romantic Utopia, 1997), Buenos Aires/Madrid, Katz editores, ISBN 978-84-96859-53-1) Ficha en Katz editores
- 2010 - La salvación del alma moderna. Terapia emociones y la cultura de la autoayuda, (Saving the Modern Soul: Therapy, Emotions, and the Culture of Self-Help, 2008), Katz editores, ISBN 978-84-92946-01-3. Ficha en Katz editores
- 2012 - Por qué duele el amor: una explicación sociológica, Katz Editores, ISBN 978-84-92946-47-1
- 2020 - El fin del amor. Una sociología de las relaciones negativas, Katz Editores, ISBN 978-987-4001-25-2.

### En alemán
- 2015. Israel - Soziologische Essays, Berlín: suhrkamp.

### Premios y honores
Los premios y otros honores recibidos por Eva Illouz son los siguientes.
- 2000 - Su libro El consumo de la utopía romántica ganó la Mención Honorífica del Premio al Mejor Libro de la Asociación Americana de Sociología (sección emociones) en el año 2000.[10]
- 2004 - Dictó las Conferencias Adorno (conferencias en homenaje a Theodor Adorno o Adorno Vorlesungen) invitada por el filósofo Axel Honneth en el Instituto de Investigación Social - Institut für Sozialforschung - de Fráncfort del Meno.[11] Las conferencias han sido reproducidas en el libro Intimidades congeladas. Las emociones en el capitalismo, publicado en 2007.
- 2005 - Su libro Oprah Winfrey y el glamour de la Miseria, sobre la presentadora Oprah Winfrey ganó el Premio al Mejor Libro de la Asociación Americana de Sociología, Sección cultura en el año 2005.[12]
- 2009 - Fue elegida, por su búsqueda del alma del capitalismo, por el periódico alemán Die Zeit como uno de los 12 pensadores que probablemente cambien el pensamiento del futuro. Otros personajes fueron Martha Nussbaum, Sunita Narain, Michael Tomasello, Robert Schiller, Thomas Pogge, Werner Sobek, Jesper Juul, Henry Markram, Nilufer Gole y el patriarca ortodoxo Bartolomé I.[13][14]

### Influencias y afinidades
| - Axel Honneth - Teoría del reconocimiento - Pierre Bourdieu - Habitus - Karl Polanyi - La gran transformación - Jeremy Rifkin - El fin del trabajo | - Max Weber - Norbert Elias - Elton Mayo - John N. Gray - Misa negra | - Slavoj Žižek - Marshall Sahlins - Martha Nussbaum - Hans Belting - Arlie Russell Hochschild - Byung-Chul Han |

### En español
- Eva Illouz, biografía en Katz Editores
- La cultura de la terapia. Crítica-Libros - Ensayo La salvación del alma moderna. Terapia, emociones y la cultura de la autoayuda. Eva Illouz, Josep Ramoneda 03/07/2010, El País
- Reseña de Hernández, Victor, al libro de Illouz Intimidades congeladas, en Redalyc, 2008 (enlace roto disponible en Internet Archive; véase el historial, la primera versión y la última).
- Entrevista con Eva Illouz, en Barcelona Metrópolis, 2010.
- Reseña de La salvación del alma moderna, por Helena Béjar en Barcelona Metrópolis, 2010.
- Dossier Eva Illouz en alcoberro.info

### En alemán
- Die Soziologin Eva Illouz untersucht, was der Kapitalismus mit den Gefühlen anstellt. Und umgekehrt, Zeit.de, 17/4/2009

### En inglés
- Illouz homepage at the Hebrew University
- Illouz homepage at the Herzelia Interdiscplinary Center
- "Love in the Time of Capital", an interview with Illouz in Guernica Magazine

- Datos: Q48868
- Multimedia: Eva Illouz / Q48868
- Citas célebres: Eva Illouz